# Batalla de Poitiers (732)
La batalla de Poitiers, antiguamente llamada batalla de Tours, tuvo lugar el 10 de octubre de 732 entre las fuerzas comandadas por el líder franco Carlos Martel y un ejército musulmán a las órdenes del valí (gobernador) de Al-Ándalus Abd ar-Rahman ibn Abd Allah al-Gafiqi, cerca de la ciudad de Tours, en la actual Francia. Durante la batalla, los francos (cristianos) derrotaron al ejército musulmán y al-Gafiqi resultó muerto. Esta batalla frenó la expansión musulmana hacia el norte desde la península ibérica y es considerada por muchos historiadores como un acontecimiento de gran importancia histórica, al haber impedido la invasión de Europa Central por parte de los musulmanes y preservado el cristianismo como la fe dominante durante un periodo en el que el islam estaba sometiendo gran parte de los territorios del Imperio romano de Oriente y había acabado por conquistar al Imperio persa sasánida, expansión que comenzó en el 632 tras la muerte de Mahoma. Las fuentes de esta batalla son escasas, y ni siquiera se sabe con certeza el año de la batalla, puesto que las fuentes musulmanas de Al-Ándalus de la época la situaron en torno al 732, pero la Crónica de 754, cristiana y coetánea, sugirió que el combate se produjo a finales de 733 o 734, probablemente en octubre.

## Antecedentes
Los sarracenos llegaron a Europa, a la península ibérica, en el 711, y a partir del noreste de esta península sometieron fácilmente Septimania, establecieron Narbona como su capital (denominándola Arbuna), otorgando unas condiciones honorables a sus habitantes, pacificaron rápidamente el suroeste de lo que hoy es Francia y amenazaron durante unos años los territorios francos. El Duque Odón de Aquitania (también conocido como Eudes el Grande) había derrotado decisivamente una importante fuerza musulmana en 721 en la denominada batalla de Tolosa, pero las razias musulmanas continuaron, llegando en el año 725 hasta la ciudad de Autun en Borgoña. Amenazado por los musulmanes por el sur y por los francos desde el norte, Odón se alió en 730 con Uthman ibn Naissa, denominado «Munuza» por los francos, el que posteriormente sería emir bereber de la región que más o menos coincidiría con la actual Cataluña.[cita requerida] Como tributo, Odón dio a su hija Lampade en matrimonio a Uthman para sellar la alianza, y las razias musulmanas a través de los Pirineos (la frontera sur de Odón) terminaron.
Sin embargo, el año siguiente Uthman se sublevó contra el valí de Al-Ándalus al-Gafiqi, pero este acabó rápidamente con la revuelta, dirigiendo después su atención contra el antiguo aliado del traidor, Odón. El paso de los Pirineos lo realizaron por los puertos de Somport y Roncesvalles, según una fuente árabe no identificada: «Aquel ejército pasó por todas partes como una tormenta devastadora». El duque Odón (denominado rey por algunos) reunió su ejército en Burdeos, pero fue derrotado en la batalla del Garona, y Burdeos saqueada. La matanza de cristianos en el río Garona fue especialmente terrible. Según las crónicas de Isidoro Pacense (Incipit Epitome Imperatorum, vel Arabum Ephemerides, atque Hispaniae Chronographia Sub Uno Volumine Collecta) «solus Deus numerum morientium vel pereuntium recognoscat» ("solo Dios conoce el número de muertes"). Las tropas musulmanas procedieron entonces a devastar totalmente aquella parte de la Galia, y sus propias crónicas afirmaron:[cita requerida]

Los creyentes atravesaron las montañas, arrasaron el terreno abrupto y el llano, saquearon hasta bien adentro el país de los francos y lo castigaron todo con la espada, de forma que cuando Eudes trabó batalla con ellos en el río Garona, huyó.

Odón pidió ayuda a los francos, una ayuda que Carlos Martel solo le concedió después de que Odón aceptara someterse a la autoridad franca. La derrota de Odón dio a Carlos Martel una oportunidad ideal para atacar a al-Gafiqi, que había sufrido pérdidas en Burdeos.
En 732, una fuerza incursora musulmana se dirigía en dirección norte hacia el río Loira, encontrándose fuera del alcance de sus líneas de suministro. Un posible motivo, según el segundo continuador de la Crónica de Fredegario, eran las riquezas de la Abadía de San Martín en Tours, la más prestigiosa y sagrada de aquel tiempo en el oeste de Europa. Al tener noticias de esta incursión, el Mayordomo de Palacio de Austrasia, Carlos Martel, reunió a su ejército, de unos 15 000 a 75 000 veteranos[cita requerida], y marchó hacia el sur.

## Localización
Pese a la gran importancia asignada a esta batalla, el lugar exacto donde tuvo lugar es desconocido. Muchos historiadores asumen que los dos ejércitos se encontraron en el punto donde los ríos Clain y Vienne confluyen, entre Tours y Poitiers.

## La batalla

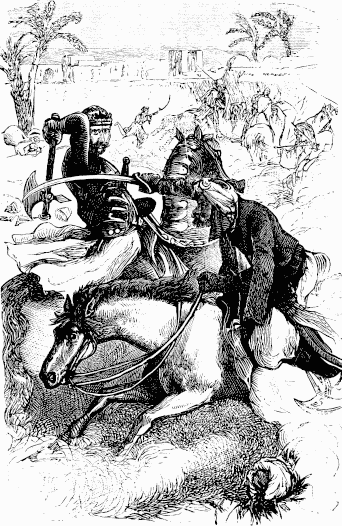
La Batalla de Poitiers, 732 (en una imagen de 1880)

Carlos Martel situó a su ejército en un lugar por donde esperaba que pasara el ejército musulmán, en una posición defensiva. Es posible que su infantería conjuntada, armada con espadas, lanzas y escudos, presentara una formación del tipo falange. Según las fuentes árabes, se dispusieron formando un gran cuadro. Ciertamente, dada la disparidad entre los dos ejércitos —los francos eran casi todos soldados de infantería, en tanto que los musulmanes eran tropa de caballería, ocasionalmente con armadura—, Carlos Martel desarrolló una batalla defensiva muy brillante.
Durante seis días, los dos ejércitos se vigilaron con solo escaramuzas menores. Ninguno de los dos quería atacar. Los francos estaban bien equipados para el frío y tenían la ventaja del terreno. Los musulmanes no estaban tan bien preparados para el frío, pero no querían atacar al ejército franco. La batalla empezó el séptimo día, puesto que al-Gafiqi no quería posponer la batalla indefinidamente.
Al-Gafiqi confió en la superioridad táctica de su caballería, y la hizo cargar repetidamente. Sin embargo, esta vez la fe de los musulmanes en su caballería, armada con sus lanzas largas y espadas, que les había dado la victoria en batallas anteriores, no estaba justificada. En una de las raras ocasiones en las que la infantería medieval resistió cargas de caballería, los disciplinados soldados francos resistieron los asaltos, pese a que, según fuentes árabes, la caballería musulmana consiguió romper varias veces el exterior del cuadro franco. Pero a pesar de esto, la fuerza franca no se rompió.
Según una fuente franca la batalla duró un día y según las fuentes árabes, dos. Cuando se extendió entre el ejército musulmán el rumor de que la caballería franca amenazaba el botín que habían tomado en Burdeos, muchos de ellos volvieron a su campamento. Esto le pareció al resto del ejército musulmán una retirada en toda regla, y pronto lo fue. Mientras intentaba frenar la retirada, al-Gafiqi fue rodeado y finalmente muerto. La carga definitiva de la caballería del Duque Odón, que aguardaba oculta en los bosques al norte de la posición del cuadro de Carlos Martel, resultó en un movimiento envolvente a la manera de los ejércitos francos, como si de un martillo contra un yunque se tratara, acabando con toda posibilidad de reagruparse del ejército enemigo. Los musulmanes supervivientes regresaron a su campamento.
Al día siguiente, cuando los musulmanes abandonaron la batalla, los francos temieron una emboscada. Solo tras un reconocimiento exhaustivo del campamento musulmán por parte de los soldados francos se descubrió que los musulmanes se habían retirado durante la noche.

## Consecuencias

La batalla de Poitiers (en la esquina derecha superior del mapa) representa el final del avance de los ejércitos islámicos en Europa occidental. Los francos expulsarían a los musulmanes al sur de los Pirineos pocos años después.

El ejército musulmán se retiró al sur, más allá de los Pirineos. Carlos se ganó su apodo Martel ('Martillo') en esta batalla. Continuaría expulsando a los musulmanes de Francia en los años siguientes y volvería a derrotarlos en la batalla cerca del río Berre y en Narbona.[cita requerida]
No puede ser menospreciada la importancia de estas campañas, de la batalla de Poitiers y de las últimas campañas en 736 y 737 para eliminar las bases musulmanas en la Galia y suprimir la capacidad inmediata para ampliar la influencia islámica en Europa. Edward Gibbon y su generación de historiadores, así como la mayoría de los expertos modernos, convienen en que fueron indiscutiblemente decisivos en la historia del mundo. Parece incuestionable que Martel dominó esta era de la historia de una manera como pocos hombres hicieron. Sin embargo, a pesar de esta batalla, los musulmanes conservaron Narbona y la Septimania durante otros 27 años. Los tratados firmados anteriormente con la población local se mantuvieron firmes y se consolidaron incluso en 734, cuando el gobernador de Narbona, Yúsuf ibn Abd ar-Rahmán al-Fihri, llegó a acuerdos con varias ciudades de la zona para defenderse contra las intromisiones de Carlos Martel, que se había expandido hacia el sur brutal y sistemáticamente a fin de ampliar sus dominios. Carlos falló en su intento de tomar Narbona en 737, cuando la ciudad fue defendida por los habitantes cristianos (visigodos) con el apoyo de las tropas musulmanas acantonadas.

## Importancia
Contemporáneos cristianos, desde la Crónica mozárabe pasando por Beda el Venerable y hasta Teófanes, el cronista bizantino, registraron cuidadosamente la batalla y fueron rápidos en extraer lo que veían como sus implicaciones. Estudiosos posteriores pero antiguos, tales como el inglés Edward Gibbon (1737-1794), opinaron que, si Carlos hubiese sido derrotado, los musulmanes hubieran conquistado fácilmente una Europa dividida. Gibbon escribió: «Una marcha victoriosa se había extendido mil millas desde el peñón de Gibraltar hasta las orillas del Loira; la repetición de un espacio igual hubiera llevado a los sarracenos a los confines de Polonia y a las Tierras Altas de Escocia; el Rin no era más infranqueable que el Nilo o el Éufrates, y la flota musulmana podría haber navegado sin una batalla naval hasta las bocas del Támesis».
Algunas estimaciones modernas del impacto de la batalla (Roger Collins, Archibald Lewis, etc.) han marcado distancias con la posición extrema de Gibbon, y en cualquier caso opinan inviable una continua expansión por razones de falta de cohesión interna. Su conjetura recibe, no obstante, el apoyo de otros muchos historiadores. Aun así, dada la importancia que los registros árabes de la época dieron a la muerte de al-Gafiki y a la derrota en la Galia,[cita requerida] y a la consiguiente derrota y destrucción de las bases musulmanas en lo que ahora es Francia, es muy probable que esta batalla tuviera una importancia macrohistórica al frenar la expansión del islam en Occidente. Esta derrota fue el último gran esfuerzo de la expansión islámica mientras hubo todavía un califato unido,[cita requerida] antes de la caída de la dinastía de los Omeyas en 750, solo 18 años tras la batalla.
Según otros historiadores, «Carlos Martel rechazó solo una de las constantes razzias que los musulmanes emprendían estacionalmente en busca de botín. Antes, los francos habían derrotado ya algunas de estas incursiones sin ánimo expansionista, y las mismas se siguieron produciendo después hasta que Pipino el Breve acabó con los restos del poder musulmán en Francia en 759 y su hijo Carlomagno pasó a combatir en Hispania. Actualmente muchos creen que, aunque la campaña que llevó a la batalla fue solo de saqueo y no de expansión, esta fuerza era sin duda la mayor que pisó territorio francés.[cita requerida] No obstante, la contemporánea y cristiana Crónica mozárabe refiere que las tropas comandadas por Carlos (varias décadas después apodado "Martel") superaban ampliamente en número a las de Gafiqi. Con esta batalla se debilitó mucho el poder musulmán en el sur de Francia, perdió a su mejor comandante y con él toda ocasión de conquista al norte de los Pirineos.

## En la cultura popular
La batalla es narrada gráficamente en los números 7 y 38 de la revista mexicana de historietas Epopeya, del 1 de diciembre de 1958 y del 1 de julio de 1961, titulados La derrota del islam y La gesta de Poitiers, respectivamente.